# Coramsina
Coramsine (SBP002) es una droga experimental anticancerosa que fue evaluada en pruebas clínicas preliminares, pero fue abandonada por Solbec Pharmaceuticals Ltd  después de los resultados fueron insuficientes para levantar capital de inversión para continuar su desarrollo.

## Composición
Coramsine es un agente quimioterapeutico e inmunomodulador  cuyos ingredientes primarios son dos  glicoalcaloides,  la solasodina y la solamargina, los cuales están derivados de la planta Solanum linnaeanum (manzana del diablo).

## Historia
El estudio de glucoalcaloides como potenciales agentes anticancerosos empezaron a ser revisados por el investigador de Queensland Bill Cham a finales de 1970s.  Cham oyó informes de labradores que aplicación tópica de la planta de Manzana del Diablo era eficaz en retrasar el crecimiento de varios cánceres de piel en caballos y ganado. 
Estudios animales y en vitro  los estudios mostraron resultados positivos, aun así Cham decidió centrar sus energías en el desarrollo de una mezcla de glucoalcaloides, patentado como BEC, como crema tópica para  cáncer de piel del no-melanoma.
En 2000, Solbec Pharmaceuticals Ltd. autorizó los derechos de propiedad intelectual a BEC de Cham y después de que  mostró resultados buenos contra mesotelioma peritoneal en animales. Solbec Inició pruebas humanas qué también mostraron resultados. Otros investigadores también han demostrado actividad  antiproliferativa  de glucoesteroides en contra células de cáncer.
Durante 2005 y 2006 Solbec fue premiado por el señalamiento de fármaco huérfano para Coramsina por la Comida de EE. UU. y Administración de Fármaco en el tratamiento de carcinoma de célula renal y para melanoma maligno respectivamente. 2006 también vio la conclusión de Fase I/IIa pruebas y el encargando de la realización de pruebas por etapas IIb  que apuntaría carcinoma de célula renal (etapa III/IV) y melanoma maligno (etapa III/IV), pero en noviembre de 2006 poco antes de su comienzo Solbec aplazó las pruebas debido a que la administración de Bienes Terapéuticos de Australia (TGA) teniendo preocupaciones sobre datos preclínicos del fármaco  . Un plan de desarrollo para coramsine estuvo aprobado por el TGA en mayo de 2007 resultando en más pre-estudios clínicos, los cuales fueron exitosamente completados en marzo de 2008.  Solbec buscó infructuosamente un socio empresarial para desarrollar coramsine aún más allá, abandonando su desarrollo, cuando  cambiaron la dirección de la compañía así como su nombre empresarial legal en diciembre de 2008, siguiendo el mercado de inversión   en la debacle de la contracción del crédito a finales de 2008  La compañía subsiguiente autorizó devolver la tecnología atrás al fundador original, Bill Cham, quien lo fabrica en su compañía privada en Vanuatu y lo mercadea en todo el mundo vía el internet bajo el nombre Curaderm BEC5, una crema de solasodina ramnosil glucosidos (BEC).  Curaderm BEC5 no ha sido aprobado para uso médico por cualquier agencia reguladora.

## Mecanismo de acción
Cormasine se cree que mata células de tumor por lisis, celular directa mostrando selectividad para células de cáncer como opuestas a células sanas vía una proteína obligatoria   ramnosa . Coramsine también tiene el potencial de modular la producción de interleucina-6.